# Palaeocursornis corneti
Palaeocursornis là một chi thằn lằn có cánh đơn loài sống vào thời kỳ Creta sớm.